# Domena (teorija kolobarjev)
Domena je v matematiki ter v posebni veji abstraktne algebre, ki jo imenujemo teorija kolobarjev takšen kolobar, da zanj velja ab = 0, kar ima za posledico a=0 ali pa b=0.
To pomeni, da so to kolobarji, ki nimajo levega niti desnega delitelja niča.
Končna domena je samodejno tudi končni kolobar (Galoisov kolobar) po Wedderburnovem izreku. 
Delitelji niča imajo tudi topološko razlago v primeru komutativnih kolobarjev. Kolobar R je integralna domena, če in samo, če je reduciran in je  spekter kolobarja (Spec R) nereducibilni topološki prostor.  